# Podagrion libycum
Podagrion libycum är en stekelart som beskrevs av Masi 1929. Podagrion libycum ingår i släktet Podagrion och familjen gallglanssteklar. Inga underarter finns listade i Catalogue of Life.